# 이재율 (공무원)
이재율(李在律, 1960년 10월 4일 ~ , 서울특별시)는 대한민국의 공무원이다. 제12대 경기도 행정1부지사를 역임했다.

## 학력
- 보성고등학교 졸업
- 1979~1983 연세대학교 법과대학 법학 학사
- 1994~2003 버밍엄대학교 대학원 지역정책 박사

## 경력
- 1985 제30회 행정고등고시 합격
- 1998.09 경기도청 정책기획관
- 2005.10~2007.01 경기도 화성시 부시장
- 2007.01~2007.12 경기도 세종연구소 장기교육․파견
- 2007.12~2008.06 경기도청 문화관광국 국장
- 2008.06~2008.12 경기도청 경제투자관리실 실장
- 2008.12~2010.09 경기도청 기획조정실 실장
- 2009.01~2009.02 경기도 정무부지사 직무대리
- 2010.09~2011.06 행정안전부 재난안전실 재난안전관리관
- 2011.06~2012.01 행정안전부 지방행정국 국장행정안전부 지방행정국장
- 2012.01~2012.02 제13대 경기도 정무부지사
- 2012.03~2013.04 초대 경기도 경제부지사
- 2013.04~2014.11 안전행정부 안전관리본부 본부장
- 2014.11~2014.12 국민안전처 안전정책실 실장
- 2014.12~2015.01 대통령비서실 국정기획수석실 재난안전비서관
- 2015.02~2015.10 대통령비서실 정책조정수석실 재난안전비서관
- 2015.10~2018.07 경기도 행정1부지사
- 2021.05~2021.07 수원시정연구원 이사장
- 2021.07~2022.12 국민의힘 인재영입위원회 위원
- 2022.12~ 제9대 킨텍스 대표이사
- 2023.01~2024.08 제17대 한국전시산업진흥회 회장